# Tyfoonseizoen van de Grote Oceaan 2014
Het tyfoonseizoen van de Grote Oceaan 2014 duurt het hele jaar door en beslaat het gebied van de westelijke Grote Oceaan, westelijk van de datumgrens en noordelijk van de evenaar. Weliswaar loopt het seizoen het hele jaar door, toch vormen de meeste tropische cyclonen zich in de maanden mei tot november.

## Cyclonen

### Tropische storm Hagibis, TS 1407, 07W
Laat op 8 juni begon, net als bij de formatie van Mitag, een kleine circulatie zicht te ontwikkelen in de Zuid-Chinese Zee. Vroeg op 11 juni werd het systeem opgewaardeerd tot een depressie en op 13 juni classificeerde het JMA het als een tropische depressie. Intussen begon het systeem langzaam in noordoostelijke richting te bewegen. Vroeg op 14 juni werd door het JTWC een TCFA waarschuwing afgegeven voor de depressie en later op dag waardeerde ook het JTWC het systeem op tot de tropische depressie 07W en gelijkertijd waardeerde het JMA het systeem op tot de tropische storm Hagibis. Vroeg op 15 juni kwam Hagibis in het zuiden van China. Op 16 juni werden door het JMA en het JTWC alle waarschuwingen stopgezet nadat het systeem snel afzwakte tot een depressie boven land. De restanten van het systeem trokken verder noordwaarts. Op 17 juni bogen de restanten af naar het oosten en kwamen weer boven zee, waar het systeem opnieuw door het JMA als tropische storm werd geclassificeerd. Hagibis werd vroeg op 18 juni extratropisch.

### Tyfoon Hagupit (Ruby), TY 1422, 22W
20e eeuw: 1900 · 1901 · 1902 · 1903 · 1904 · 1905 · 1906 · 1907 · 1908 · 1909 · 1910 · 1911 · 1912 · 1913 · 1914 · 1915 · 1916 · 1917 · 1918 · 1919 · 1920 · 1921 · 1922 · 1923 · 1924 · 1925 · 1926 · 1927 · 1928 · 1929 · 1930 · 1931 · 1932 · 1933 · 1934 · 1935 · 1936 · 1937 · 1938 · 1939 · 1940 · 1941 · 1942 · 1943 · 1944 · 1945 · 1946 · 1947 · 1948 · 1949 · 1950 · 1951 · 1952 · 1953 · 1954 · 1955 · 1956 · 1957 · 1958 · 1959 · 1960 · 1961 · 1962 · 1963 · 1964 · 1965 · 1966 · 1967 · 1968 · 1969 · 1970 · 1971 · 1972 · 1973 · 1974 · 1975 · 1976 · 1977 · 1978 · 1979 · 1980 · 1981 · 1982 · 1983 · 1984 · 1985 · 1986 · 1987 · 1988 · 1989 · 1990 · 1991 · 1992 · 1993 · 1994 · 1995 · 1996 · 1997 · 1998 · 1999

21e eeuw: 2000 · 2001 · 2002 · 2003 · 2004 · 2005 · 2006 · 2007 · 2008 · 2009 · 2010 · 2011 · 2012 · 2013 · 2014 · 2015